# J/FPS-2

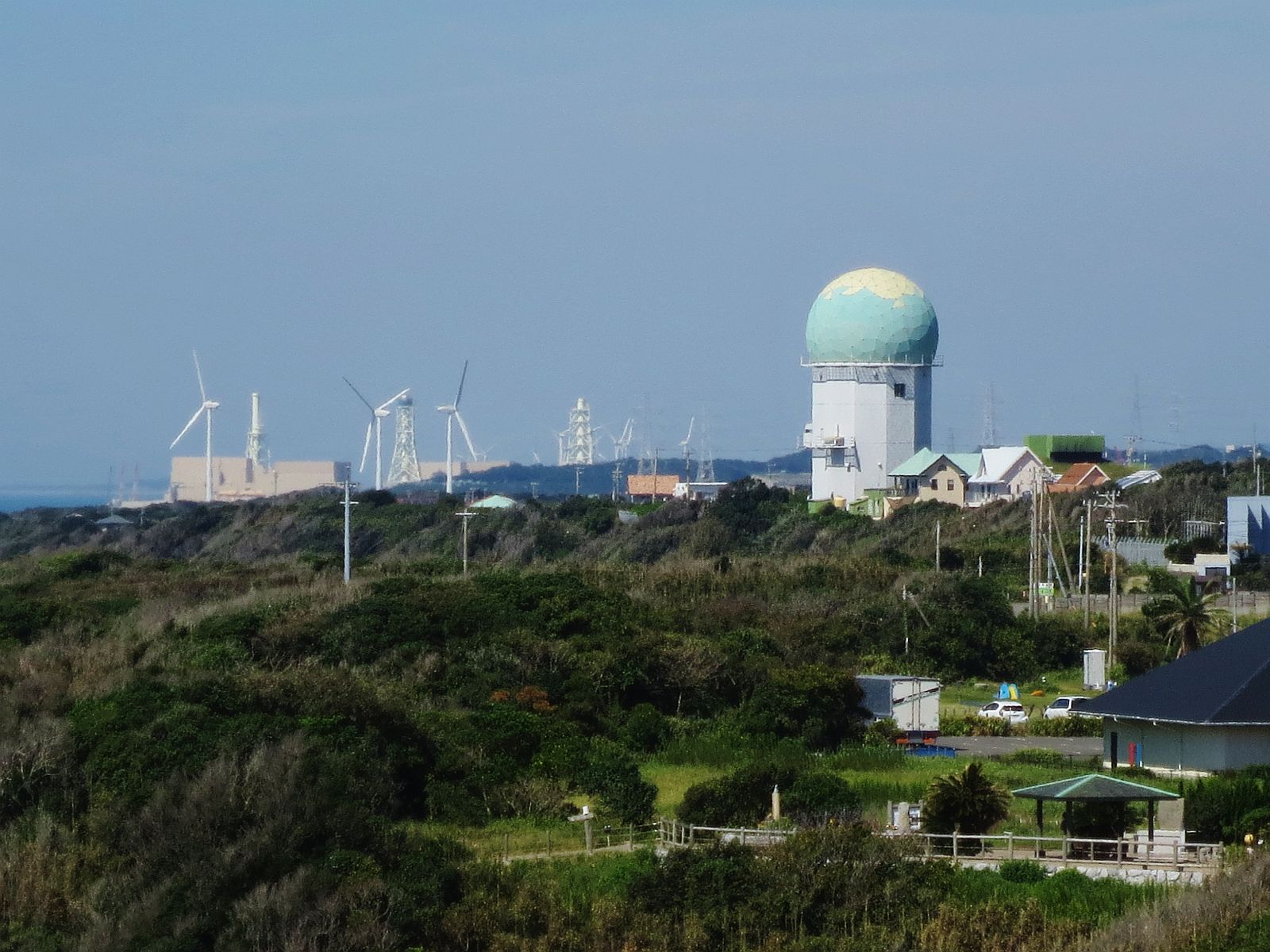
Радар J/FPS-2 на базе Омаэдзаки

J/FPS-2 — это радиолокационная станция предупреждения и управления Воздушных сил самообороны Японии. Представляет собой крупный стационарный трёхмерный радар, используемый на радиолокационных станциях, и также известен как F-3D Kai. Производителем является Японская электрическая компания.

## История
В середине 1950-х годов (эра Сёва 30-е годы) японские радиолокационные станции использовали комбинацию поисковых и высотомерных радаров для определения азимута, расстояния и высоты целей. В рамках Второго плана наращивания оборонительных сил была введена автоматизированная система предупреждения и управления (BADGE), что потребовало внедрения трёхмерных радаров, способных выполнять эти функции в одном устройстве. С 1972 года началась эксплуатация J/FPS-1 (F-3D).
Однако J/FPS-1 использовал уникальный метод расчёта высоты по фазовому сдвигу сигналов, принимаемых несколькими антеннами. Это обеспечивало большую дальность обнаружения и точность измерения высоты, но антенны и вся система, включая приёмопередатчики и устройства обработки сигналов, были громоздкими, что затрудняло установку на некоторых узких площадках. Высокая чувствительность приёмников, приоритет дальности обнаружения, делала систему уязвимой к радиопомехам, а при установлении высотных данных часто возникали аномалии.
Проблема масштаба системы стала очевидной при замене радара на базе Оминато. Ограниченная площадь базы затрудняла проведение масштабных строительных работ, что подтолкнуло к разработке нового трёхмерного радара. Требования к новому радару (F-3D Kai) включали приспособленность к узким площадкам, противодействие новым угрозам (РЭБ, низковысотные вторжения) и соответствие быстрому развитию технологий. В декабре 1976 года был проведён отбор, и предложение компании NEC, основанное на мобильном радаре J/TPS-100 (M-3D), было принято. Так появился J/FPS-2.

## Конструкция
J/FPS-2 разработан на базе J/TPS-100 и был внедрён через прямую закупку, без предварительной разработки Техническим исследовательским управлением. Он обладает улучшенными характеристиками противодействия РЭБ (ECCM), подавления помех, высокой надёжностью обнаружения и измерения высоты, а также хорошей ремонтопригодностью. Компактность системы позволяла устанавливать её на существующие радиолокационные башни с минимальными доработками, используя уже имеющиеся радомы. Антенна представляет собой пассивную фазированную антенную решётку (PESA), аналогичную J/TPS-100.

## История эксплуатации
Первая установка J/FPS-2 была размещена на базе Оминато: контракт заключён в конце 1977 финансового года, поставка завершена в конце 1979 года, практические испытания начались в апреле 1980 года, эксплуатационные тесты — в сентябре, а эксплуатация — в декабре 1980 года. Затем замена радаров проводилась примерно по одному в год, и к 1990 финансовому году система была установлена на 11 площадках.
В 2000-х годах началось устаревание системы, часть установок была заменена на J/FPS-5, а процесс обновления на новый J/FPS-7 продолжается.

### Базы с действующим оборудованием
- Нэмуро (26-й отряд предупреждения): с 1982 года.
- Ямада (37-й отряд предупреждения): с 1989 года.
- Омаэдзаки (22-й отряд предупреждения): с 1983 года.
- Иводзима (отряд базы Иводзима): обновлён с J/TPS-101 на J/FPS-2 в конце 2012 финансового года.

### Базы, где оборудование ранее использовалось
- Оминато (42-я группа предупреждения): с 1980 по 2007 год, обновлён на J/FPS-5 в конце 2010 финансового года.
- Садо (46-й отряд предупреждения): до 2010 года, обновлён на J/FPS-5 с июля 2010 года.
- Мишима (17-й отряд предупреждения): закупка начата в бюджете 2014 года, обновлён на J/FPS-7 в 2018 году, совместимость с BMD запланирована на 2019 год[6].
- Симокошки (9-й отряд предупреждения): до 2006 года, обновлён на J/FPS-5 в конце 2008 финансового года.
- Ёдза-Такэ (56-я группа предупреждения): до 2009 года, обновлён на J/FPS-5 в конце 2011 финансового года.
- Мияко (53-й отряд предупреждения): закупка начата в бюджете 2013 года, обновлён на J/FPS-7 в 2017 году, совместимость с BMD запланирована на 2020 год[6].
- Умигуши (19-й отряд предупреждения): до 2017 года, обновлён на J/FPS-7 в 2020 финансовом году[7].
- Вакканай (18-й отряд предупреждения): с 1987 по 2017 год, обновлён на J/FPS-7 в конце 2021 финансового года[7][8].